# Game Freak
Game Freak Inc. (株式会社ゲームフリーク, Kabushiki gaisha Gēmu Furīku) é uma desenvolvedora de jogos eletrônicos japonesa e principal desenvolvedor de jogos de RPG da série Pokémon. Foi fundada por Satoshi Tajiri em 26 de abril de 1989. Os jogos são publicados pela Nintendo e pela The Pokémon Company.

## História
Game Freak foi originalmente uma publicadora sobre jogos eletrónicos criada por Satoshi Tajiri e Ken Sugimori na década de 1980. Tajiri escrevia e editava o texto, e Sugimori ilustrava. Em 26 de Abril de 1989, Tajiri e Sugimori iniciaram uma companhia de criação de jogos com o mesmo nome. Um dos primeiros jogos foi Quinty para o NES, que foi relançado na América do Norte como Mendel Palace. Sua série mais popular, Pokémon (ポケモン, Pokemon) é publicada pela Nintendo no Japão, América do Norte e Europa.

## Jogos
| Ano  | Título                                         | Plataforma(s)                              | Publicadora(s)                 |
| ---- | ---------------------------------------------- | ------------------------------------------ | ------------------------------ |
| 1989 | Mendel Palace                                  | Nintendo Entertainment System              | Namco, Hudson Soft             |
| 1991 | Smart Ball                                     | Super Nintendo Entertainment System        | Sony Music Entertainment Japan |
| 1991 | Yoshi                                          | Nintendo Entertainment System, Game Boy    | Nintendo                       |
| 1992 | Magical Tarurūto-kun                           | Mega Drive                                 | Sega                           |
| 1993 | Mario & Wario                                  | Super Nintendo Entertainment System        | Nintendo                       |
| 1994 | Nontan to Issho: Kuru-Kuru Puzzle              | Super Famicom, Game Boy                    | Victor Interactive Software    |
| 1994 | Pulseman                                       | Mega Drive                                 | Sega                           |
| 1996 | Pokémon Red & Blue                             | Game Boy                                   | Nintendo                       |
| 1996 | Bazaar de Gosāru no Game de Gosāru             | PC Engine                                  | NEC                            |
| 1997 | Bushi Seiryūden: Futari no Yūsha               | Super Famicom                              | T&E Soft                       |
| 1998 | Pokémon Yellow                                 | Game Boy, Game Boy Color                   | Nintendo                       |
| 1999 | Pokémon Gold & Silver                          | Game Boy Color                             | Nintendo                       |
| 1999 | Click Medic                                    | PlayStation                                | Sony Music Entertainment Japan |
| 2000 | Pokémon Crystal                                | Game Boy Color                             | Nintendo                       |
| 2002 | Pokémon Ruby & Sapphire                        | Game Boy Advance                           | Nintendo The Pokémon Company   |
| 2004 | Pokémon FireRed & LeafGreen                    | Game Boy Advance                           | Nintendo The Pokémon Company   |
| 2004 | Pokémon Emerald                                | Game Boy Advance                           | Nintendo The Pokémon Company   |
| 2005 | Drill Dozer                                    | Game Boy Advance                           | Nintendo                       |
| 2006 | Pokémon Diamond & Pearl                        | Nintendo DS                                | Nintendo The Pokémon Company   |
| 2008 | Pokémon Platinum                               | Nintendo DS                                | Nintendo The Pokémon Company   |
| 2009 | Pokémon HeartGold & SoulSilver                 | Nintendo DS                                | Nintendo The Pokémon Company   |
| 2010 | Pokémon Black & White                          | Nintendo DS                                | Nintendo The Pokémon Company   |
| 2012 | Pokémon Black 2 & White 2                      | Nintendo DS                                | Nintendo The Pokémon Company   |
| 2012 | HarmoKnight                                    | Nintendo 3DS                               | Nintendo                       |
| 2013 | Pocket Card Jockey                             | Nintendo 3DS, Android, iOS                 | Game Freak, Nintendo           |
| 2013 | Pokémon X & Y                                  | Nintendo 3DS                               | Nintendo The Pokémon Company   |
| 2014 | Pokémon Omega Ruby & Alpha Sapphire            | Nintendo 3DS                               | Nintendo The Pokémon Company   |
| 2015 | Tembo the Badass Elephant                      | Microsoft Windows, PlayStation 4, Xbox One | Sega                           |
| 2016 | Pokémon Sun & Moon                             | Nintendo 3DS                               | Nintendo The Pokémon Company   |
| 2017 | Giga Wrecker                                   | Microsoft Windows                          | Rising Star Games              |
| 2017 | Pokémon Ultra Sun & Ultra Moon                 | Nintendo 3DS                               | Nintendo The Pokémon Company   |
| 2018 | Pokémon Quest                                  | Android, iOS, Nintendo Switch              | Nintendo The Pokémon Company   |
| 2018 | Pokémon: Let's Go, Pikachu! & Let's Go, Eevee! | Nintendo Switch                            | Nintendo The Pokémon Company   |
| 2019 | Giga Wrecker Alt                               | Nintendo Switch, PlayStation 4, Xbox One   | Rising Star Games              |
| 2019 | Little Town Hero                               | Nintendo Switch                            | Game Freak                     |
| 2019 | Pokémon Sword & Shield                         | Nintendo Switch                            | Nintendo The Pokémon Company   |
| 2022 | Pokémon Legends: Arceus                        | Nintendo Switch                            | Nintendo The Pokémon Company   |
| 2022 | Pokémon Scarlet & Violet                       | Nintendo Switch                            | Nintendo The Pokémon Company   |